# العنف الجنسي في جنوب إفريقيا

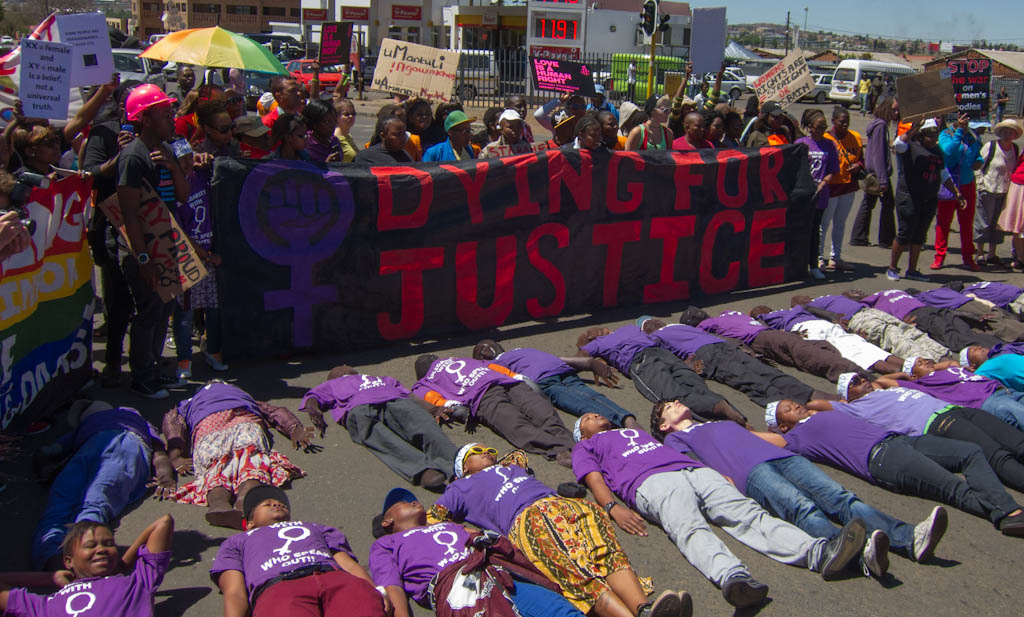
سويتو برايد 2012. تقول لافتة الاحتجاج "الموت من أجل العدالة" وكُتب على القمصان "تضامن مع النساء اللاتي يتحدثن علناً".

يُعدّ معدل العنف الجنسي في جنوب أفريقيا من بين أعلى المعدلات في العالم وينطوي العنف الجنسي على استخدام القوة أو التلاعب لجعل شخصٍ ما يمارس نشاطًا جنسيًا غير مرغوبٍ فيه رغماً عنه ودون موافقته. خلال الفترة بين عامي 2015/2016، كانت هناك 895 51 جريمة ذات طابع جنسي تم الإبلاغ عنها إلى وكالة الشرطة في جنوب أفريقيا.

## الإحصاء

### إحصاءات الشرطة الرسمية
تُطلق خدمة الشرطة في جنوب أفريقيا إحصائيات الجريمة في البلاد. تشمل فئة «الجرائم الجنسية» مجموعةً واسعة من الجرائم الجنسية بما في ذلك الاغتصاب والاعتداء الجنسي وسفاح القربى وغيرها من الجرائم.
لا يُفصح عن إحصائيات الاغتصاب بشكلٍ روتيني من قبل الشرطة حيث يُعترف بهن عادةً بعد طلبات خاصة من الباحثين والصحفيين.
| العام   | حالات الاغتصاب المُبلَّغ عنها | معدلات الاغتصاب المُبلَّغ عنها |
| ------- | -------------------------- | --------------------------- |
| 2008/9  | 46,647                     | 95                          |
| 2009/10 | 48,259                     | 96                          |
| 2010/11 | 48,158                     | 95                          |
| 2011/12 | 47,069                     | 91                          |
| 2012/13 | 48,408                     | 92                          |
| 2013/14 | 48,408                     | 85                          |
| 2014/15 | 43,195                     | 80                          |
| 2015/16 | 42,596                     | 77                          |

## الانتشار
وفقًا للتقرير الصادر عن مكتب الأمم المتحدة المعني بالمخدرات والجريمة للفترة بين عام 1998 وعام 2000، صُنفت جنوب أفريقيا في المرتبة الأولى في حالات الاغتصاب. في عام 1998، اغتُصبت واحدة من كل ثلاث نساء من أصل 4000 امرأة استُجوبن في جوهانسبرغ وفقاً للمعلومات المجتمعية والتمكين والشفافية في أفريقيا. في الوقت الذي تقدّر فيه مجموعات نسائية في جنوب أفريقيا أن امرأة واحدة تتعرض للاغتصاب كل 26 ثانية، تقدر الشرطة في جنوب أفريقيا أن امرأة تتعرض للاغتصاب كل 36 ثانية.

## الأنواع

### العنف ضد المرأة
تقرّ حكومة جنوب أفريقيا أن واحدًا من هذه الأسباب هو ثقافة السلطة الأبوية التي ما زالت طاغية إلى حد كبير في جنوب أفريقيا. ينصّ هذا التقرير على أن السلطة الأبوية متجذّرة بقوة في ثقافة السود ويُنظر إليها على أنها محاولة لتدمير التقاليد أو المُثُل الجنوب أفريقية.

### العنف ضد الرضع والأطفال
تعاني جنوب أفريقيا من أعلى معدلات اغتصاب الأطفال والرضع في العالم. في عام 2001، أفادت دائرة الشرطة في جنوب أفريقيا أن الأطفال يقعون ضحايا 41% من جميع حالات الاغتصاب المبلغ عنها في البلاد، بينما أفادت مؤسسة تيرز (Tears Foundation) ومركز موارد المهاجرين أن نسبة 50% من أطفال جنوب أفريقيا سوف يتعرضون للإساءة قبل بلوغهم سن الرشد حيث ذكرت دراسة أنه في عام 2009 كان هناك 15% من الضحايا تحت عمر 12 سنة.
في عام 2017، أفادت الشرطة بأن 9% من حالات الاغتصاب المبلغ عنها تقع على من هم في سن 9 سنوات أو أقل مع وجود وكالات تبلّغ عن زيادة في جميع أنحاء البلاد.

### الاغتصاب التصحيحي
تواجه مثليات الجنس في أجزاء معينة من جنوب إفريقيا بيئة خطرة. يُعتقد أن اغتصاب المثليات (وهي ممارسة يشار إليها بالاغتصاب التصحيحي) تحولهم إلى أشخاص مغايري الميول الجنسية. أبلغت حكومة جنوب أفريقيا لجنة سيداو أن المثليات والمثليون يتعرضون للتمييز في العديد من المجالات.

### العنف ضد الرجال
أُجبر حوالي 3.5% من الرجال على ممارسة الجنس مع رجال آخرين وفقًا لأبحاث مجلس البحوث الطبية لعام 2009. إن حوالي 19.4% من جميع البالغين من ضحايا الاعتداء الجنسي في جنوب أفريقيا في عام 2012 كانوا من الذكور، وتقُدّر دراسة مجموعة أخرى أن واحدًا من كل خمسة من الذكور البالغين يصبحون ضحايا للجرائم الجنسية وهذا الرقم يمكن أن يكون أعلى من ذلك بكثير حيث أن الذكور أقل عرضة للإبلاغ عن انتهاك جنسي بنسبة 10 مرات مقارنةً بالإناث.
هناك عدد قليل جداً من شبكات وهيئات الدعم لضحايا الاغتصاب من الذكور في البلد، مما يجعل من الصعب بل ومن غير المجدي بالنسبة للرجال الإبلاغ عن تعرضهم للاغتصاب.

## الجُناة

### رجال
في عام 2014، قدرت دراسة أُجريت في مقاطعة ويسترن كيب أن نسبة 15% من الرجال قد اغتصبوا امرأة لم تكن شريكةً لهم. كشفت دراسة أجريت في عام 2010 في غوتنغ أن 37.4% من الرجال اعترفوا باغتصاب امرأة.
إن أكثر من 25% لعيّنة من 1738 رجل جنوب أفريقي من مقاطعتي كوازولو-ناتال وكايب الشرقية اعترفوا باغتصاب شخص ما عندما استُجوبوا بشكلٍ مجهول في عام 2009؛ حيث قال قرابة نصفهم إنهم اغتصبوا أكثر من شخص واحد وفقًا لسياسة صادرة عن مجلس البحوث الطبية (MRC).

### الأطفال والمراهقون
وجد استطلاع أُجري في عام 2007 أن 60% من الفتيان والفتيات الذين تتراوح أعمارهم بين 10 إلى 19 عامًا يعتقدون أنه ليس عنيفًا ممارسة الجنس الإجباري مع شخص يعرفونه، في حين أن حوالي 11% من الفتيان وحوالي 4% من الفتيات اعترفوا بإجبار شخص آخر على ممارسة الجنس معهم. كما وجدت الدراسة أن 12.7% من الطلاب يؤمنون بأسطورة التطهير البكر.

### المعلمون
يوجد هناك مشكلة أخرى تتعلق بالعنف الجنسي ضد القاصرين في جنوب أفريقيا وهي الاعتداء الجنسي والمضايقات التي تحدث في المدارس من قبل المعلمين والطلاب الآخرين. وفقًا لهيومن رايتس ووتش، فقد تعرضت الفتيات من جميع مستويات المجتمع والمجموعات العرقية للعنف الجنسي في المدارس في الحمامات والمهاجع وغير ذلك.
كما اشتكت الشرطة والمدعين العامين والأخصائيين الاجتماعيين من أن العديد من حوادث العنف الجنسي في المدارس لم يُبلغ بها لأن المدارس غالباً ما تفضّل التعامل معها داخلياً مما يعيق تحقيق العدالة ضد الجناة.